# Wysoka Wieś (Ostróda)
Wysoka Wieś (deutsch Kernsdorf) ist ein Ort in der polnischen Woiwodschaft Ermland-Masuren. Er gehört zur Gmina Ostróda (Landgemeinde Osterode in Ostpreußen) im Powiat Ostródzki (Kreis Osterode in Ostpreußen).

## Geographische Lage
Wysoka Wieś liegt inmitten des Landschaftsschutzparks Kernsdorfer Höhen (polnisch Park Krajobrazowy Wzgórz Dylewskich) im Südwesten der Woiwodschaft Ermland-Masuren, 17 Kilometer südlich der Kreisstadt Ostróda (deutsch Osterode in Ostpreußen).

## Geschichte

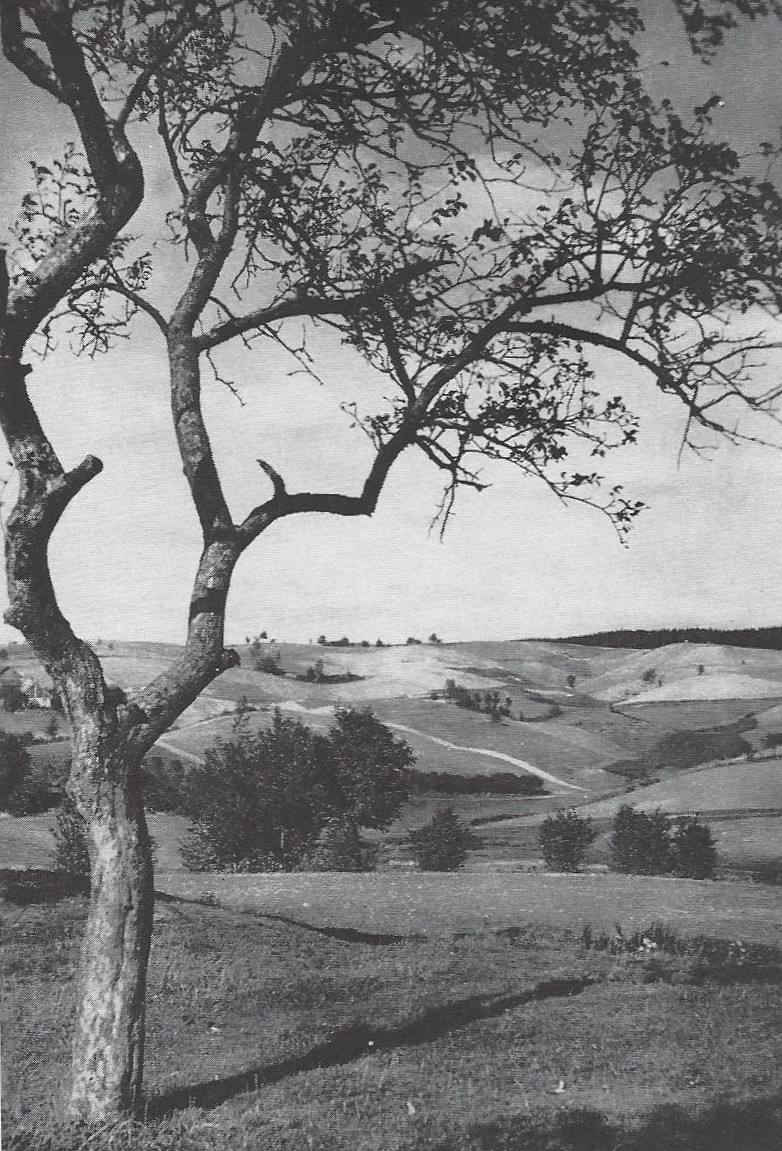
Blick auf die Kernsdorfer Höhen (Aufnahme von 1930)

Das Gebiet am Fuße der Kernsdorfer Höhe (polnisch Dylewska Góra) – mit 312 Metern die höchste Erhebung Ostpreußens – gehörte bis 1832 der Familie Finck von Finckenstein und wurde 1832 versteigert. Der Land- und Stadtgerichtsdirektor Johann Heinrich Kern in Löbau in Westpreußen (polnisch Lubawa) wurde neuer Besitzer und stellte einen Teilbereich für die Besiedlung durch Zuwanderer besonders aus dem Oberland zur Verfügung. Auf diese Weise gründete er Im Jahre 1834 das Dorf, das nunmehr auch seinen Namen trug. Die Neusiedler waren verpflichtet, auf ihren Grundstücken Obstbäume zu pflanzen und Bienen zu halten – eine im Blick auf die steinigen Bodenverhältnisse nicht leichte Aufgabe.
Das mit seinen drei Kilometern langgestreckte Kernsdorf war ohne Kirche und hatte keine eigentliche Ortsmitte. Die Einwohner konnten von der Landwirtschaft alleine nicht leben. So verdingten sie sich bei den benachbarten Gütern als Land- oder Waldarbeiter und versuchten sogar, durch den Verkauf und die Bearbeitung von Findlingen ihren Verdienst zu steigern – nach 1930 auch durch die Herstellung von Skiern für immer zahlreicher eintreffende Skisportler.

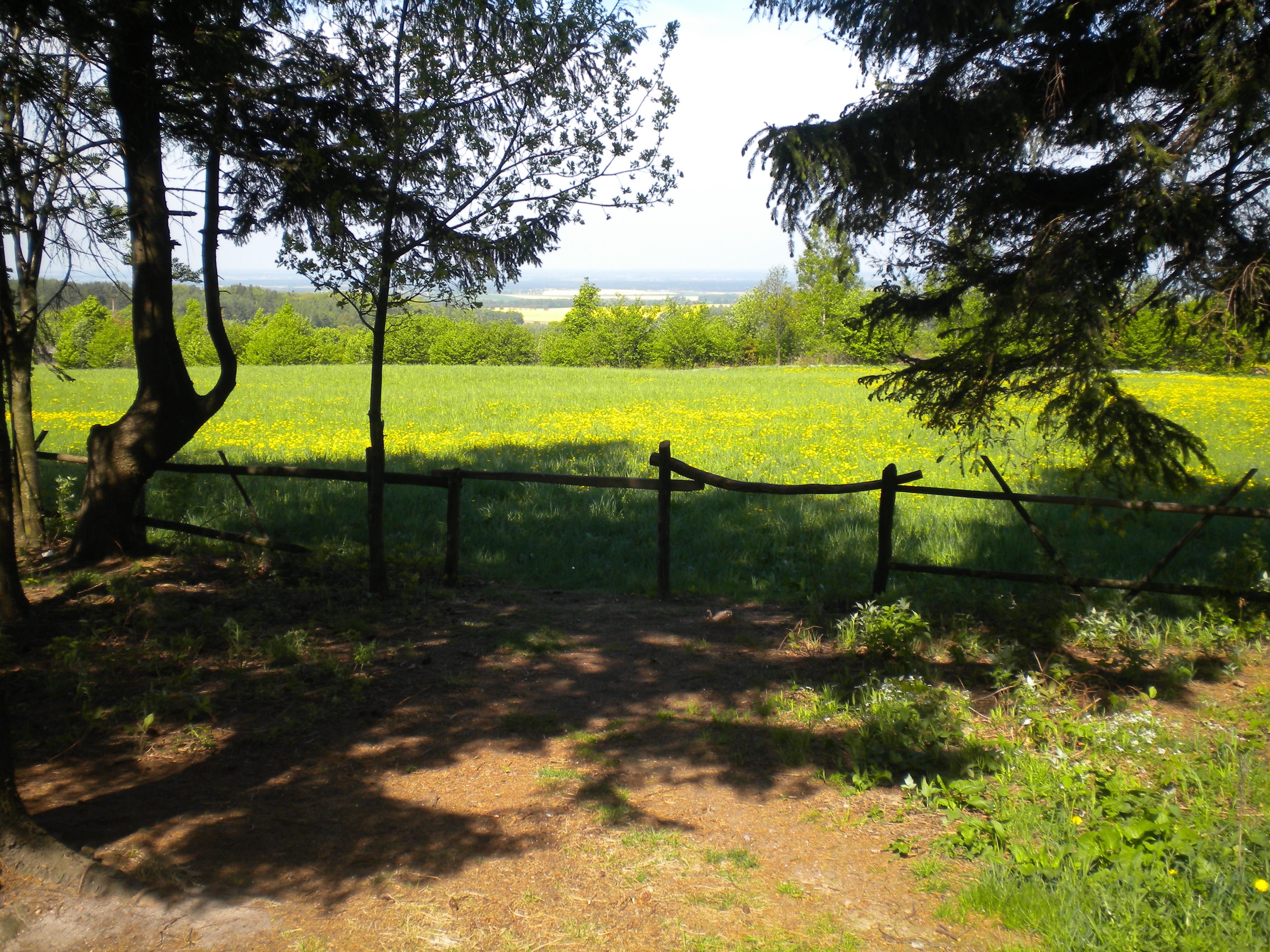
Blick vom höchsten Punkt der Dylewska Góra (Kernsdorfer Höhe)

Ab 1874 war Kernsdorf in den Amtsbezirk Marienfelde (polnisch Glaznoty) eingegliedert, der bis 1945 bestand und zum Kreis Osterode in Ostpreußen gehörte. Die Zahl der Einwohner Kernsdorfs betrug im Jahre 1910 insgesamt 402, und belief sich 1933 auf 359 sowie 1939 auf 301.
In Kriegsfolge kam Kernsdorf 1945 mit dem gesamten südlichen Ostpreußen zu Polen und erhielt die polnische Namensform „Wysoka Wieś“. Der Ort zählte im Jahre 2011 insgesamt 96 Einwohner und ist heute mit dem Sitz eines Schulzenamts (polnisch Sołectwo) eine Ortschaft innerhalb der Landgemeinde Ostróda (Osterode i. Ostpr.) im Powiat Ostródzki (Kreis Osterode in Ostpreußen), bis 1998 der Woiwodschaft Olsztyn, seither der Woiwodschaft Ermland-Masuren mit Sitz in Olsztyn (Allenstein) zugehörig.

## Kirche
Bis 1945 gehörte Kernsdorf zur evangelischen Dorfkirche Döhlau (polnisch Dylewo) in der Kirchenprovinz Ostpreußen der Kirche der Altpreußischen Union, außerdem zur römisch-katholischen Kirche Marienfelde (polnisch Glaznoty).
Nach Glaznoty gehört Wysoka Wieś katholischerseits auch heute. Die evangelischen Einwohner orientieren sich zu evangelisch-methodistischen Kirche Glaznoty oder zur Kirchengemeinde Ostróda der evangelisch-augsburgischen Kirche.

## Schule
Kernsdorf war ein Schulort. Die alte Schule ist gut erhalten. Sie heißt tatsächlich „Alte Schule“ – auf Polnisch: Stara Szkola – und ist heute Herberge einer ansehnlichen Pension.

## Verkehr
Wysoka Wieś liegt an der Kreisstraße (polnisch Droga powiatowa) 1235N, die die Landesstraße 15 bei Smykówko (Klein Schmückwalde) mit der Woiwodschaftsstraße 537 bei Klonowo (Klonau) verbindet und mitten durch den Landschaftsschutzpark führt.
Über eine Bahnanbindung verfügt der Ort nicht. Bis 1945 war der Nachbarort Haasenberg (polnisch Zajączki) die nächste Bahnstation. Sie lag an der Bahnstrecke (Osterode–) Bergfriede–Groß Tauersee (–Soldau), die nicht mehr befahren wird.

## Trivia
Die Einwohner von Kernsdorf schienen sehr trinkfest zu sein. Zu Sylvester stellte man den Briefträger, der aus Marienfelde kam, auf die Probe. In jedem Haus musste er auf die Gesundheit anstoßen. Bei dem langgestreckten Dorf schaffte er allerdings nur die Hälfte. Der Rest der Briefe wurde im Selbstbedienungsprinzip ausgegeben.